# Das kleine Blau und das kleine Gelb
Das kleine Blau und das kleine Gelb (englischer Originaltitel Little Blue and Little Yellow) ist ein Bilderbuch des US-amerikanischen Autors und Grafikers Leo Lionni, das 1959 mit seinen eigenen Illustrationen beim Verlag Astor-Honor veröffentlicht wurde. Die deutsche Erstausgabe in einer Übersetzung von Günter Strohbach erschien 1962 beim Oettinger Verlag.

## Inhalt
Das kleine Blau hat viele bunte Freunde, doch am liebsten mag er das kleine Gelb, das gegenüber von Blaus Familie wohnt. Die kleinen Farben spielen Verstecken, tanzen Ringelreihen, gehen zur Schule und laufen und toben nach dem Unterricht herum. Eines Tages geht Mama Blau einkaufen. Das kleine Blau, das eigentlich zu Hause bleiben sollte, stiehlt sich aus dem Haus, um seinen besten Freund zu treffen. Er kann das kleine Gelb jedoch lange Zeit nirgends finden, und als er seinen Freund endlich entdeckt, sind die beiden so glücklich, dass sie sich innig umarmen. Dabei verschmelzen sie zu einem kleinen Grün. Als gemeinsamer grüner Farbklecks laufen und spielen die beiden, ehe sie müde sind und nach Hause zurückkehren. Doch ihre Eltern erkennen sie nicht wieder. Daraufhin sind die zwei sehr traurig und weinen blaue und gelbe Tränen, bis sie wieder zu einem kleinen Blau und einem kleinen Gelb werden. Die Eltern Blau freuen sich sehr, ihren kleinen Blau wieder zu haben und umarmen auch den kleinen Gelb, wobei neuerlich die Farbe Grün entsteht. Gemeinsam mit der Familie Gelb feiern sie diese farbenfrohe Entdeckung.

## Rezeption
Catherine Van Bergen schreibt in ihrer Buchrezension: „Bei diesem Buch verwendete Lionni seinen neuartigen Collagestil. Die Idee dazu kam ihm während einer langen Zugfahrt mit seinen kleinen Enkeln. Das Artwork, strahlende Farbkleckse auf neutralem Hintergrund, erscheint regelrecht simpel, aber Kinder verstehen gleich, was passiert, einfach indem sie schauen, wo auf der Seite die Protagonisten sind.“ Das Horn Book Magazine befand über Lionnis Geschichte: „Ein ungewöhnliches, fantasievolles, anregendes und ansprechendes Bilderbuch.“ Irvin G. Gilbertson schreibt in seiner Kurzbiographie über den Autor: „Das Buch, das als Klassiker der Kinderliteratur gilt, war nicht unumstritten, da es eher ein sozialer Kommentar zu den Rassenbeziehungen als eine Kindergeschichte ist. Lionni selbst gibt zu: ‚In meinen Büchern geht es, wie in allen Fabeln, um Menschen. Würmer messen nicht, zerrissenes Papier geht nicht in die Schule, kleine Fische organisieren sich nicht, Vögel sind nicht menschenfreundlich, und Kieselsteine bilden keine Wörter. Meine Figuren sind verkleidete Menschen, und ihre kleinen Probleme und Situationen sind menschliche Probleme, menschliche Situationen‘.“

## Besonderheiten
Das kleine Blau und das kleine Gelb gilt als eines der ersten abstrakten Bilderbücher.

## Auszeichnungen
Das kleine Blau und das kleine Gelb wurde von der New York Times in die Liste der Best Illustrated Books und vom American Institute of Graphic Arts in die Liste der Best Books gewählt.

## Referenzen
Das kleine Blau und das kleine Gelb ist in dem literarischen Nachschlagewerk 1001 Kinder- und Jugendbücher – Lies uns, bevor Du erwachsen bist! für die Altersstufe 3+ Jahre enthalten.

## Ausgaben
- Little Blue and Little Yellow. Astor-Honor, USA 1959 (englisch).
- Das kleine Blau und das kleine Gelb. Oettinger, 1962.